# Бустанаєво
Бустана́єво (рос. Бустанаево, башк. Боҫтанай) — присілок у складі Бураєвського району Башкортостану, Росія. Входить до складу Кузбаєвської сільської ради.
Населення — 156 осіб (2010; 177 у 2002).
Національний склад:
- башкири — 92 %